# علی ییرانگو
علی ییرانگو (انگلیسی: Aly Yirango؛ زادهٔ ۴ ژانویهٔ ۱۹۹۴) بازیکن فوتبال اهل مالی است.
از باشگاه‌هایی که در آن بازی کرده است می‌توان به باشگاه فوتبال المپیک مارسی، باشگاه ورزشی جولیبا، و باشگاه فوتبال گنگام اشاره کرد.
وی همچنین در تیم ملی فوتبال مالی بازی کرده است.